# 彭越 (前秦)
彭越，五胡十六国時代前秦軍事人物，出身安定郡，其弟彭超。
彭越在前秦皇帝苻生在世時任立忠将軍。前秦閻負、梁殊出使前涼，前涼涼州牧張瓘向他们询问前秦的人材。他们说：「骁勇多权略，攻必取，战必胜，关羽、张飞之流，万人之敌者，则前将军、新兴王苻飛，建節将軍鄧羌，立忠将军彭越，安远将军俱难，建武将军徐成」。
367年四月，担任平西将軍、涼州刺史，镇守枹罕，進昇左将軍。
371年二月，担任徐州刺史。